# اغتيال وصفي التل
اُغتيل رئيس الوزراء الأردني وصفي التل في 28 نوفمبر 1971م، انتهت حياته بمصرعه أثناء توجهه إلى اجتماع هام في فندق شيراتون القاهرة مع مجموعة من وزراء الدول العربية. وكانت الخلفية لهذا الحدث الفاجع هي الفترة الاضطرابية المعروفة باسم أيلول الأسود، عُرِفت أيضًا بـ"فترة الأحداث المؤسفة"، إذ نشبت قبل زيارته إلى مصر اشتباكات بين السلطات الأردنية ومنظمة التحرير الفلسطينية.
تصاعدت الأوضاع حتى وقعت صراعات عسكرية في الأردن بين الأردن، بدعمٍ من الولايات المتحدة من جهة، ومنظمة التحرير الفلسطينية، بدعمٍ من سوريا والاتحاد السوفيتي من جهة أخرى، وفي ذلك الوقت، تحالف وصفي التل مع حابس المجالي، والأمير الحسن بن طلال، والملك الحسين بن طلال ومحمد ضياء الحق وكانت النتيجة مقتل نحو 4000 مقاتل فلسطيني، وانسحاب الفدائيين الفلسطينيين الباقين من الأردن إلى لبنان.
كانت النتيجة مأساوية وقاتلة، حيث قامت قوات الفدائيين بالانتقام من وصفي التل، وفقًا لما ذُكر بعد التحقيقات. كانت هذه الأحداث الدرامية تاريخًا حاسمًا يؤثر في العلاقات بين الدول المعنية، مما ترك تأثيراً دائمًا على المشهد السياسي للمنطقة.

## قبل الاغتيال

### تنبؤ وصفي التل باغتياله
بعد اغتيال هزاع المجالي عام 1960 ظهر تسجيل صوتي لوصفي التل تنبأ فيه بقتله، فقال:
| اغتيال وصفي التل | المعركة ضد التهريج والتزوير، وضد الخطأ معركة. لا بد يصير للمعركة ضحايا. بالنسبة للأردن بالذات، من ضحاياها كان هزاع، وبجوز أنا أكون ضحية، وبجوز غيري يصير ضحية. هذي معركة. إذا كنا على حق واجبنا نقدم هالتضحية. المؤامرة التي قتلت هزاع ما أضعفتنا، وإللي بدها تقتلني ما بتضعفناش، والقائمة بتمشي، إذا مات منا سيد قام سيد. هناك في حتمية للخير وللصدق وللإستقامة، هذه الحتمية تفترض على الخير والصدق والإستقامة أن تنجح. | اغتيال وصفي التل |

### بداية التوتر بين الفصائل الفلسطينية والجيش العربي

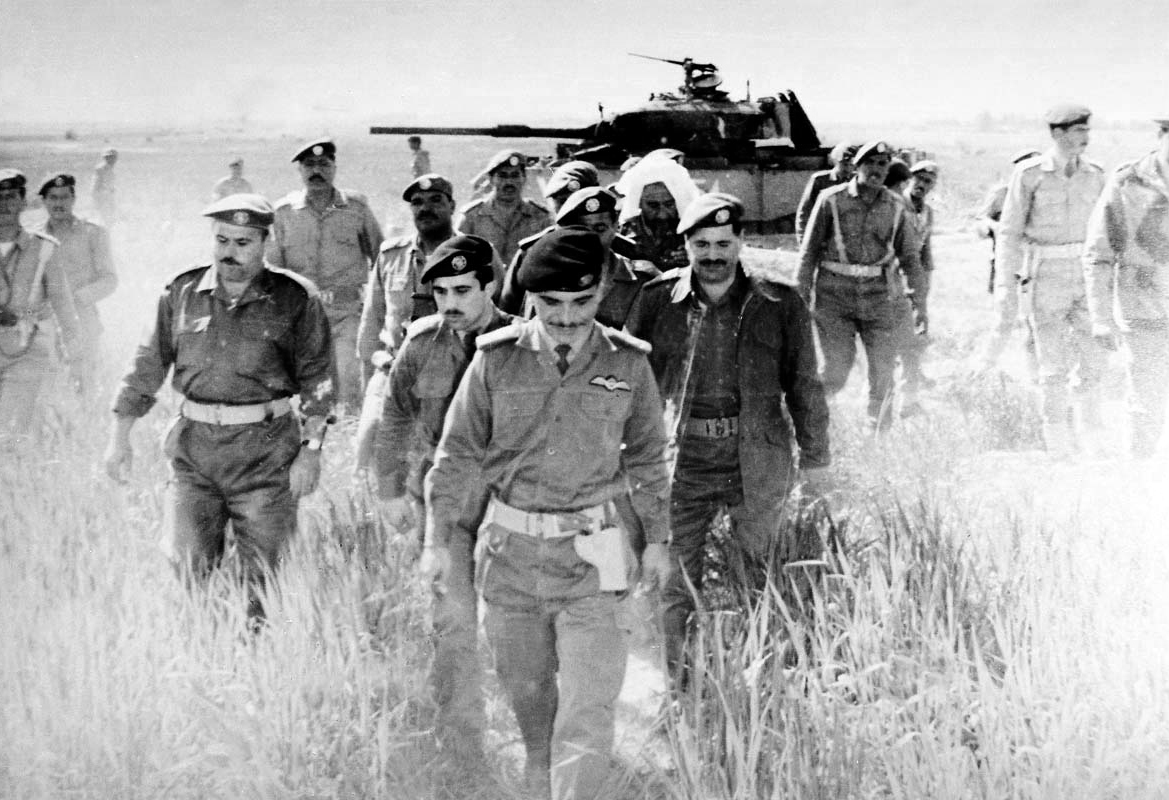
الملك حسين بعد التحقق من دبابة إسرائيلية مهجورة في 21 آذار / مارس 1968 خلال معركة الكرامة.

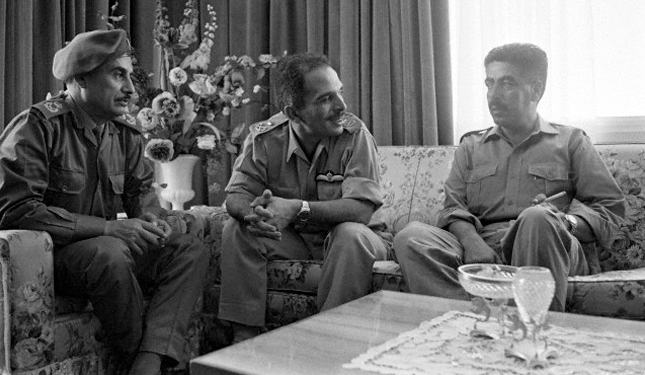
من اليمين إلى اليسار: وصفي التل، الملك حسين وحابس المجالي، في اجتماع لهم في تاريخ 17 أيلول / سبتمبر 1970 لأجل حل المصادمات الواقعة بين قوات الأمن الأردنية والمجموعات الفلسطينية.

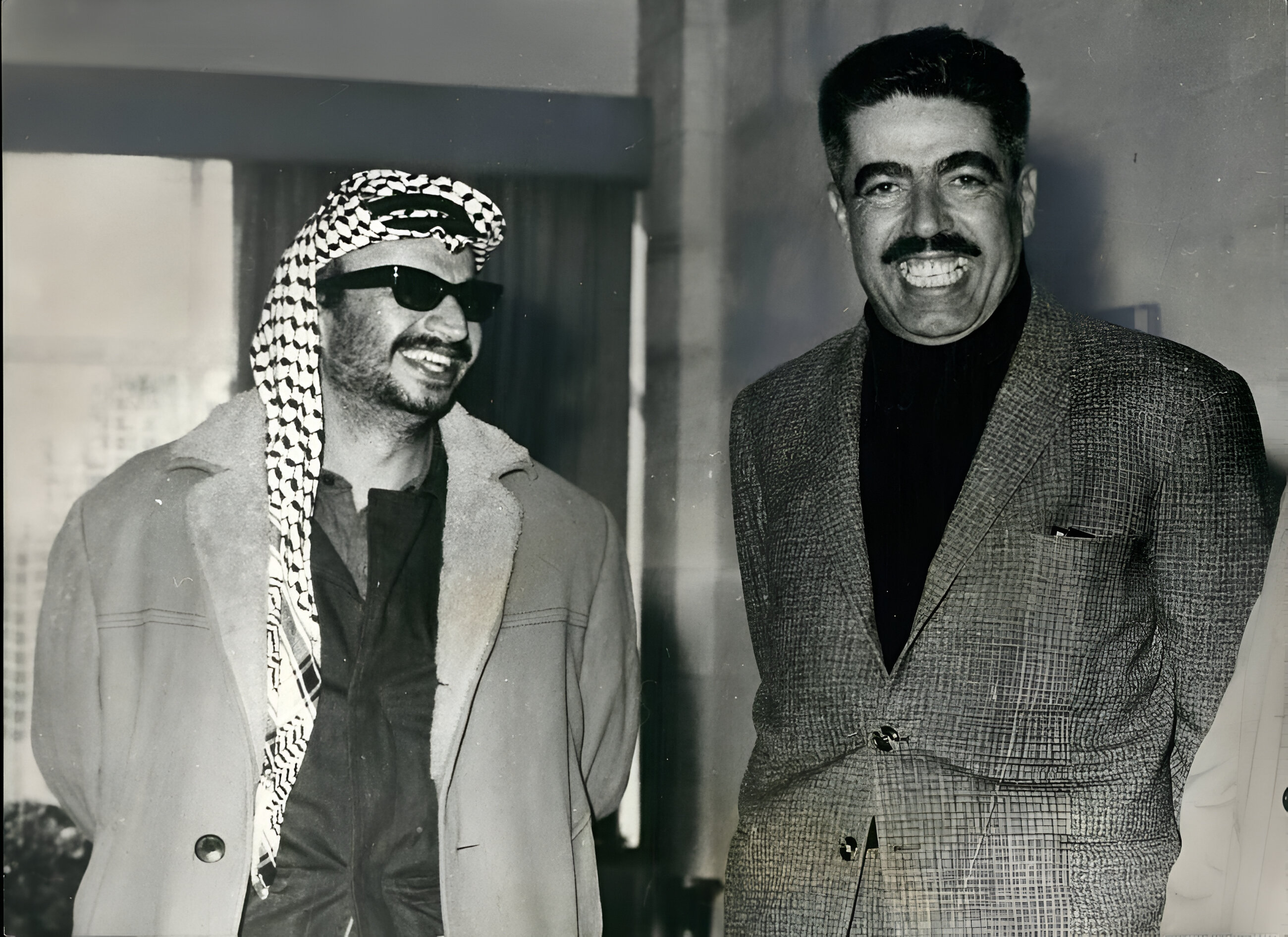
وصفي التل مع ياسر عرفات في عام 1970 أثناء مفاوضات وقف إطلاق النار.

بعد خسارة الأردن للضفة الغربية في حرب 1967، زادت حركة فتح، تحت اسم منظمة التحرير الفلسطينية، هجماتها ضد إسرائيل من الأراضي الأردنية، واتخذت من منطقة الكرامة الحدودية مقراً لها.
انفجرت حافلة مدرسية إسرائيلية في 18 آذار / مارس 1968 في بير عورا بالقرب من وادي عربة، مما أسفر عن مقتل شخصين بالغين وإصابة عشرة أطفال. وفي 21 مارس دخلت وحدات من الجيش الإسرائيلي إلى الأردن وشنت هجوماً انتقامياً على منطقة الكرامة وتطور الهجوم بعدها إلى معركة واسعة النطاق استمرت يوماً كاملاً (أي معركة الكرامة).
تكبدت منظمة التحرير الفلسطينية خسائر كبيرة في هذه المعركة، حيث أُصيب حوالي 200 فدائي واعتُقل 150 منهم، كما توفي بين 40 و84 جنديًا أردنيًا، وكانت الخسائر الإسرائيلية حوالي 30 قتيلًا وبين 69 و161 جريحًا. تركوا أيضًا عدة مركبات خلفهم.
كانت معركة الكرامة انتصارًا هامًا على الجيش الإسرائيلي؛ حيث اعتبر الفلسطينيون والعرب أن تلك المعركة تُمثل انتصاراً نفسياً على الجيش الإسرائيلي، الذي كان يُنظَر إليه على أنه «جيش لا يقهر». أدى هذا النجاح إلى زيادة في التجنيد لوحدات الفدائيين، حيث أفادت فتح بأنها تلقت 5,000 طلب تطوع في غضون 48 ساعة من أحداث الكرامة. آذار/مارس كان هناك ما يقرب من 20 ألف فدائي في الأردن من مختلف الدول العربية. قُدِّمَ من العراق وسوريا برامج تدريبية لعدة آلاف من المقاتلين. جاء الدعم المالي لهذه الجهود من دول الخليج العربية، خاصة الكويت، التي فرضت ضريبة بنسبة 5٪ على رواتب عشرات الآلاف من العمال الفلسطينيين المقيمين، بينما جمع صندوق مالي في لبنان 500 ألف دولار من بيروت وحدها. بدأت المنظمات الفلسطينية في ضمان الدعم مدى الحياة لعائلات القتلى في العمليات. في غضون عام واحد من معركة الكرامة، قامت فتح بتوسيع وجودها إلى حوالي ثمانين دولة، وأعلنت السيطرة على منظمة التحرير الفلسطينية في مصر.

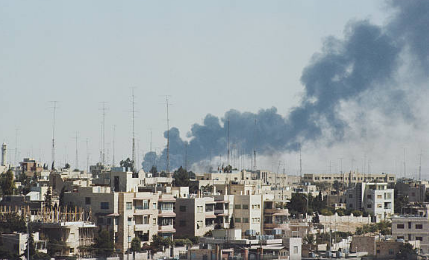
ارتفاع الدخان فوق عمارة في عمان خلال الاشتباكات بين الجيش الأردني والفدائيين في 1 تشرين الأول / أكتوبر 1970.

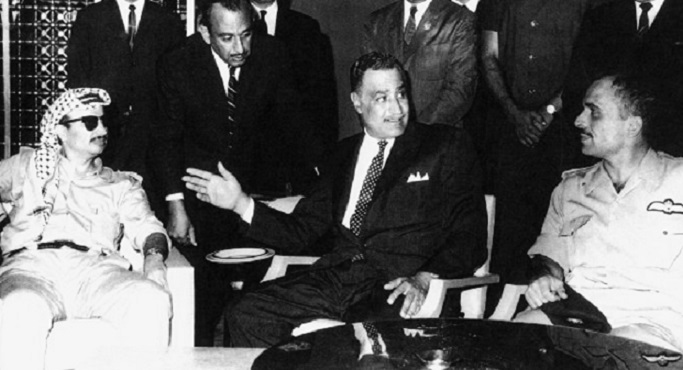
جمال عبد الناصر وسيطاً بين ياسر عرفات والملك حسين.

في أوائل تشرين الثاني/نوفمبر 1968م، اشتدت التوترات في المنطقة مما دفع القوات المسلحة الأردنية إلى التصدي بحزم لجماعة فدائية اسمها «النصر» بعد أن هاجمت الجماعة الشرطة الأردنية.، الأمر الذي أثار الاضطرابات الداخلية. لم يَكُن جميع الفلسطينيين يؤيدون أفعال «النصر»، ومع ذلك، رأت السلطات الأردنية أنه من الضروري إرسال رسالة حازمة حول عواقب تحدي السلطة الحكومية.
سعى كل طرف إلى حل الأزمة المتصاعدة بعد التصعيد، وفي أعقاب الحادث، شارك الملك حسين في جهود دبلوماسية مع ممثلين عن المنظمات الفلسطينية، مما أسفر عن توقيع اتفاق النقاط السبع. كان هذا الاتفاق مصممًا لتأسيس إطار للحد من الأنشطة غير القانونية للفدائيين ضد الحكومة الأردنية. أبرز هذا الاتفاق التزامًا مشتركًا باستعادة والحفاظ على النظام والاستقرار في المنطقة.
كانت منظمة التحرير الفلسطينية غير قادرة على الوفاء ببنود الاتفاق، وتحولت تدريجياً إلى كيان يشبه الدولة داخل دولة في الأردن. استلم ياسر عرفات زمام القيادة في فبراير 1969م، خلفًا لأحمد أسعد الشقيري كرئيس للمنظمة، ومع ذلك، لم تحل هذه التغييرات القيادية التحديات التي واجهت المنظمة.
كان الانضباط ضعيفًا في مختلف الجماعات الفلسطينية، مما أدى إلى بيئة متفتتة حيث عملت كل مجموعة بشكل ذاتي. غياب سلطة مركزية داخل منظمة التحرير الفلسطينية عزز هذا الوضع، حيث لم يكن هناك هيكل عام يدير وينسق بفعالية أنشطة الفصائل المتنوعة، وبالتالي، أصبحت منظمة التحرير الفلسطينية أكثر افتراقًا، مفتقدة للهيكل التنظيمي الذي يلزم للحفاظ على والتناغم بين مكوناتها، ونتيجة لذلك؛ بدأت الفوضى الداخلية داخل المنظمة لا تعيق فقط قدرتها على الوفاء بالتعهدات ولكن أيضًا زادت من التوتر وعدم الاستقرار في المشهد السياسي الأردني خلال تلك الفترة.
ونتيجة لذلك، أصبحت المنظمة أكثر قوة من الدولة نفسها، مما أدى إلى مرحلة محفوفة بالمخاطر وتصاعد التوترات بين منظمة التحرير الفلسطينية والجيش العربي. بدأ الفدائيون الفلسطينيون من سوريا ولبنان بالتجمع في الأردن، مع وجود ملحوظ في عمّان، وفي مخيمات ومستوطنات اللاجئين الفلسطينيين، خسرت كل من الشرطة والجيش سيطرتهما، وأصبحت مخيمات الحسين والوحدات كما لو كانا "جمهوريتين مستقلتين ولديها استقلال ذاتي إداري" تحت حكم أنشأه الفدائيون، شكلوا حكومة محلية تحت إشراف مقاتلي منظمة التحرير الفلسطينية، وكانوا يلبسون الزي الرسمي. وضعوا نقاط تفتيش وأخذوا الأموال «الضرائب» من المدنيين محاولة لإبتزازهم، وتصاعدت هذه الحالة، مما أدى إلى وقوع العديد من الاشتباكات العنيفة بين الفصائل الفلسطينية وقوات الأمن الأردنية منذ منتصف عام 1968 وحتى نهاية عام 1969.
أصبحت أعمال العنف والقتل أمرًا متكررًا، واكتسبت عمان سمعة سيئة في وسائل الإعلام العربية باعتبارها «هانوي العرب» (في إشارة إلى عاصمة فيتنام)، وفي شباط/فبراير 1970م، زار الملك الحسين الرئيس المصري عبد الناصر، وعند عودته في 10 فبراير 1970، أصدر مجلس الوزراء الأردني قراراً باتخاذ إجراءات تكفل بقيام مجتمع موحد ومنظم، وكان مما جاء فيه أن ميدان النضال لا يكون مأموناً وسليماً إلا إذا حماه مجتمع موحد منظم يحكمه القانون ويسيره النظام.
حاول الملك حسين التخفيف من حدة التشنج لدى الجيش الأردني الذي قام عدة مرات بالهجوم على قواعد فصائل فلسطينية رداً على هجمات للمنظمات أوقعت قتلى في صفوف الجيش وذلك بتعيين وزراء مقربين إلى القيادات الفلسطينية إلا أن ذلك لم يفِد بشيء. وفي 11 فبراير وقعت مصادمات بين قوات الأمن الأردنية والمجموعات الفلسطينية في شوارع وسط البلد في عمّان مما أدى إلى سقوط 300 قتيل معظمهم مدنيين، وفي محاولته لمنع خروج دوامة العنف عن السيطرة، قام الملك بالإعلان قائلاً: «نحن كلنا فدائيون»، وأعفى وزير الداخلية من منصبه، إلا أن جهوده باءت بالفشل.
في حزيران/يونيو 1970م قبلت مصر والأردن اتفاقية روجرز، والتي نادت بوقف لإطلاق النار في حرب الاستنزاف بين مصر وإسرائيل وبالانسحاب الإسرائيلي من مناطق اُحتِلَّت عام 1967 وذلك بناءً على قرار مجلس الأمن الدولي رقم 242. رفضت كلاً من سوريا ومنظمة التحرير والعراق تلك الخطة، وقررت بعض المنظمات الراديكالية في منظمة التحرير الفلسطينية العمل على مواجهة نظام حكم الملك حسين، حيث قال جورج حبش زعيم الجبهة الشعبية لتحرير فلسطين: «إن تحرير فلسطين يبدأ من عمّان وبقية العواصم الرجعية.» وشاركت الجبهة الديمقراطية لتحرير فلسطين بقيادة نايف حواتمة والجبهة الشعبية لتحرير فلسطين – القيادة العامة بقيادة أحمد جبريل في تقويض نظام الملك الحسين الموالي للغرب حسب تعريفهم.
في 6 أيلول/سبتمبر 1970م خطفت الجبهة الشعبية لتحرير فلسطين ثلاث طائرات أجنبية كانت قد أقلعت من فرانكفورت (ألمانيا) وزيورخ (سويسرا) وأمستردام (هولندا) متجهة إلى نيويورك. حوّل الخاطفون اتجاه طائرتين منها إلى الأردن وأجبروهما على الهبوط في مهبط داوسون فيما عُرفت بحادثة اختطاف الطائرات إلى قيعان خنا، وهو مطار بعيد في منطقة الأزرق الصحراوية شمال شرق الأردن، فيما حوّلت وجهة الطائرة الثالثة إلى القاهرة حيث عمد الخاطفون إلى تفجيرها، وبعد مرور ثلاثة أيام على الحادثة خُطِفت طائرة مدنية أخرى إلى المهبط ذاته. طلب الفدائيون إطلاق سراح رفاق فلسطينيين لهم معتقلين في سجون أوروبية، وعندما رُفض مطلبهم فجروا في 12 سبتمبر وتحت أنظار وسائل الإعلام العالمية الطائرات الثلاث بعد إطلاق سراح ركابها، وبعد ذلك بيومين دعت منظمة التحرير الفلسطينية إلى إقامة «سلطة وطنية» في الأردن.

### الصدام العسكري ونهاية المنظمات بتدخل وصفي التل

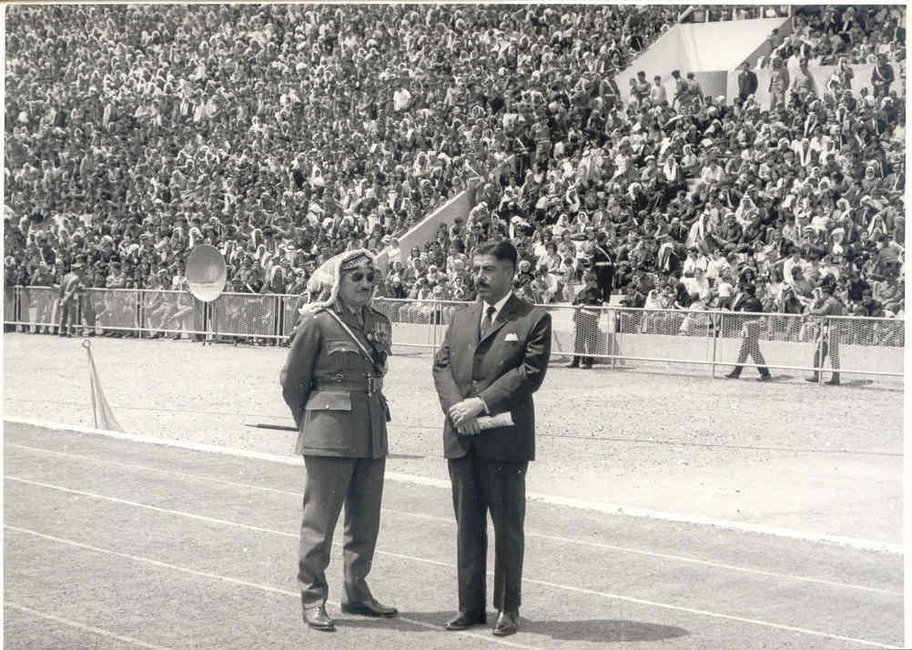
وصفي التل مع حابس المجالي في مدينة الحسين للشباب (المدينة الرياضية في عمّان) وهتاف الجماهير الأردنية لمدة 15 دقيقة في الملعب أمام الملك الحسين بن طلال والأمير الحسن بن طلال قائلين:«فوق التل تحت التل احنا رجالك وصفي التل.»

تركزت عملية اتخاذ القرار في مقر القيادة العامة للقوات المسلحة الأردنية في عمّان بضرورة توجيه ضربة استئصالية ضخمة وبقوات متفوقة إلى كل المنظمات الفلسطينية داخل المدن الأردنية، وبدا أن الطريق وصل إلى نقطة اللاعودة، حيث وصلت الفوضى والتسيب التي سببها أعضاء المنظمات الفلسطينية إلى مستوى يفوق تحمل النظام السياسي في الأردن.
كان الملك الحسين يفضل التدخل العسكري المحدود لحصر النشاط العسكري للفصائل داخل المخيمات واستعادة هيبة الدولة، بينما كانت المؤسسة العسكرية، بقيادة شخصيات مثل المشير حابس المجالي ووصفي التل وزيد الرفاعي وزيد بن شاكر ومدير المخابرات الأردنية آنذاك نذير رشيد، تنزع إلى توجيه الضربة الاستئصالية القاضية مستغلة التفوق العسكري لديها، هذا الاختلاف في وجهات النظر أبرز لحظة حاسمة حيث واجهت البلاد اختيارًا بين التدخل المحدود والاستجابة العسكرية الشاملة.
تعاون وصفي التل مع حابس المجالي وفي يوم التالي بدأ الجيش بتنفيذ «خطة جوهر»، وحدثت اشتباكات بين الجيش والجبهة الشعبية لتحرير فلسطين بعد أن شُكٌّلَت حكومة وصفي التل. أطلقت حركة وصفي التل هجوماً على قواعد الفدائيين على طول طريق عمان جرش في يناير/كانون الثاني 1971م، وأخرجهم الجيش من إربد في آذار/مارس من ذلك العام، وبدأت الدبابات الأردنية بالقصف المدفعي العنيف على مواقع المنظمات الفلسطينية، وبدأت المجنزرات والسكوت باقتحام مخيم الوحدات، ومخيم البقعة ومخيم سوف في عمّان ومخيم الزرقاء واجتاحت فرق المشاة لشوارع مدن الزرقاء وعمّان وإربد لتنقيتها من المسلحين، حيث حدثت معارك ضارية فيها، وكان لشدة المقاومة في مخيم الوحدات السبب في دفع القوات الأردنية إلى زيادة وتيرة القصف والضغط العسكري، الأمر الذي ضاعف الانتقادات العربية للأردن والتي قابلها الأردن بالتجاهل. أمر وصفي التل في نيسان/أبريل 1970م منظمة التحرير الفلسطينية بنقل جميع قواعدها من عمان إلى الغابات بين عجلون وجرش. قاوم الفدائيين في البداية لكنه فاق عددهم وخرجوا يائسين بعد أن قُصِفوا بواسطة الطائرات. وفي تمّوز/يوليو 1970م حاصر الجيش آخر الفدائيين البالغ عددهم 2,000 شخص في منطقتي عجلون جرش. استسلم الفدائيون أخيراً وسُمِح لهم بالمغادرة إلى سوريا، فضّل نحو 200 مقاتل عبور نهر الأردن للاستسلام للقوات الإسرائيلية وليس للأردنيين.
في مؤتمر صحفي عُقِد في 17 تموز/يوليو، أعلن الحسين أن السيادة الأردنية قد أُعيدت تماماً، وأنه «لا توجد مشكلة الآن». في هذه المرحلة الحيوية، وصل قادة عرب، بما في ذلك جعفر النميري، رئيس السودان، والشيخ سعد العبد الله السالم الصباح، إلى التوسط في عمّان لتهدئة النزاع وحماية منظمة التحرير الفلسطينية. لم يأبه أحداً بمحاولاتهم على الرغم من جهودهم. تولى الجيش الأردني السيطرة، مع اعتقال العديد من قادة الهيئات. ظهر ياسر عرفات متنكراً بزي امرأة. قرر القادة السياسيون في الأردن السماح له بالمغادرة بالرغم من اكتشاف المخابرات الأردنية لمحاولة الهروب.
سيطرت القوات الأردنية على الأرض، مما أدى إلى استسلام أكثر من 7,000 مقاتل فلسطيني، مع موت الآلاف في النزاع. شهدت مرحلة ما بعد ذلك عقد مؤتمر القاهرة الذي عقد في 23 أيلول/سبتمبر، برئاسة الرئيس المصري جمال عبد الناصر. اُتُفِق في المؤتمر على انسحاب المقاومة من المدن الأردنية، مع إعادة توجيهها إلى أحراش جرش وعجلون، وفي المقابل، امتناع الجيش الأردني عن مواجهتها. جاءت الاتفاقيات المُبرمة أيضاً لتقضي بتسليم الأسلحة داخل المدن إلى الجيش الأردني وإعادة توجيه الفصائل الفلسطينية، مع ترك قادتها خارج الأردن، وبشكل ملحوظ، اختتم المؤتمر بمصالحة بين ياسر عرفات، رئيس منظمة التحرير الفلسطينية، والملك الحسين.
وبعد فترة قصيرة من السلام الواضح، عاد الصراع إلى الظهور بعد بضعة أشهر. تجدد التوتر في مدينتي جرش وعجلون بسبب الاستفزازات المستمرة لقوات الفدائيين هناك. بدأت المدفعية الأردنية بقيادة وصفي التل، مسنودةً بسلاح الجو الملكي، هجوماً حاسماً في الريف الشمالي. وباستخدام مزيج من القصف الجوي والبري، قاموا بشكل منهجي بتفكيك آخر معقل تسيطر عليه منظمة التحرير الفلسطينية والجماعات التابعة لها. أصبحت هذه العملية العسكرية معروفة باسم هجوم عجلون «معركة الأحراش». قُتِل في العملية عدد كبير من قيادات منظمة التحرير الفلسطينية منهم أبو علي إياد، يُذكَر أن أبو علي إياد قد أمر الفدائيون بقتل وصفي التل قبل وفاته، وقد ورد ذلك في كتاب صديقه صلاح خلف «فلسطيني بلا هوية» (1978)، لكن في نهاية المطاف قتله وصفي في أحراش عجلون، مما أثار غضب الفدائيين.

### موقف رؤساء الدول العربية من وصفي التل
بعد أحداث أيلول أصبح هناك كُره من القيادات العربية لوصفي التل:
- ياسر عرفات: أصبح هناك كُره بين ياسر عرفات ووصفي التل، لأنه قام بقتل أبو علي إياد في أحراش عجلون.[22] وكان وصفي ضد أي منظمة داخل الأردن تعمل لحساب دولة أخرى فهو كان يرى احتمالية انقلاب العمل الفدائي على النظام الهاشمي بدلاً من التوجه نحو الاحتلال الإسرائيلي، [22] وذكر أن الفدائيين بعد معركة الكرامة لم يقوموا بأي عمل فدائي لمدة 18 شهر على وجه التقريب، الأمر الذي أثار غضب الفدائيين.[22]
- جمال عبد الناصر: بدأت كراهية جمال عبد الناصر لوصفي عندما وقف ضد ثورة 26 سبتمبر اليمنية، فحينها لم يقف أي رئيس وزراء عربي ضد الثورة سوى وصفي. حيث وقف ضد جمال عبد الناصر وحافظ الأسد. وفي حرب 1967 كان موقف وصفي التل من حرب حزيران واضحاً وصريحاً ومباشراً ويتلخص وبإصرار على عدم الدخول في الحرب مهما كانت الأسباب ومهما كانت المبررات والدوافع، فالظروف والمعطيات السياسية والعسكرية للدول العربية آنذاك كانت تؤكد بوقوع الهزيمة.[40] وعلاوة على ذلك وبالنسبة للأردن الكارثة هي باحتلال الضفة الغربية والقدس العربية. كان غير موافق على توقيت الحرب مع إسرائيل وليس على مبدأ الحرب. وعلى امتداد اليوم السابق ليوم الحرب أي يوم الأحد 4 حزيران 1967م، كان وصفي ثائراً منفعلاً عصبي المزاج، وكان آنذاك رئيس الديوان الملكي الهاشمي، وكان يردد باستمرار: أن الخطر الداهم يزحف نحو أمتنا العربية وأن الهزيمة قادمة وأن الكارثة مقبلة على الأردن، ولا سبيل لدفع كل ذلك عن الأردن إلا بعدم دخول الحرب.[40] كان يجيب على الاستفسارات التي توجه إليه بقوله: «إذا دخلنا الحرب، فإن الهزيمة والكارثة قادمتان لا محالة».[41] عندما كانوا يريدوا إنشاء مركز العلم العربي كان وصفي يريدها في بلاد الشام وليس في مصر، لأنه لا يثق بمصر.[24] وعندها ثار غضب جمال عبد الناصر. وفي مرة من المرات خرج جمال عبد الناصر وقال: «أنا ما في عندي خطة أحرر فيها فلسطين». فقام وصفي التل بتسجيلها وقام بنشرها في محطات الإذاعة.[24] ومن هنا زادت كراهية الشعب لجمال عبد الناصر. وعندها غضب عبد الناصر وخرج على الإذاعات وقام بشتم وصفي التل ووصفه بالجاسوس عند الإنجليز والأمريكان، وقال: «أنا لا يمكن أتعاون مع وصفي».[42]
- أنور السادات: كان هناك كره وعداوة شديدة بين أنور السادات ووصفي وذلك يعود لحرب اليمن 1962؛ لأن وصفي وقف مع الملك الحسين بن طلال، والملك فيصل بن عبد العزيز والإمام البدر مع الجمهوريين ضد الرئيس جمال عبد الناصر. مما أدى إلى قتل 26,000 جندي مصري.[22][43] كان أنور السادات مع الفدائيين في أيلول الأسود، وكان يريد قتل وصفي التل، الأمر الذي صرحته زوجته جيهان السادات في مقابلة لها.[22][44]
- حافظ الأسد: كان يكره الملك الحسين بن طلال وحكومته مثل: وصفي التل، حيث أتهمهم بالتعاون مع إسرائيل في حرب 1967.[24][45] وكان حافظ الأسد مع الفدائيين في أيلول الأسود. وقام بخوض حرب أكتوبر مع أنور السادات بدون الأردن.[45]
- معمر القذافي: لم تكن العلاقات الأردنية الليبية جيدة ذلك الوقت، فلم يكن هناك توافق بين معمر القذافي والحسين بن طلال، حتى أنه بعد اغتيال وصفي التل هدد معمر القذافي بانسحاب ليبيا من جامعة الدول العربية إذا لم يتم الإفراج عن قتلة وصفي.[22]

## يوم الاغتيال

### تسهيلات لعملية الاغتيال
كانت هناك شكوك حول عدة تسهيلات من الحكومة المصرية تبين فيها الوقوف ضد وصفي، منها:
- عند وصول الطائرة لمطار القاهرة الدولي لم يكن هناك أي حرس لاستقبال وصفي التل. الأمر الذي تعجب منه فايز اللوزي (المرافق العسكري لوصفي[46]). وقال أن الحكومة المصرية لم تبعث حتى سيارات لنقل وصفي، فقام السفير علي الحياري بإحضار سيارة من مستأجر سيارات مصري.[22]
- السلطات المصرية سمحت للمنفذين بإدخال أسلحتهم بعد نزولهم من الطائرة بحُجّة أنهم من منظمة التحرير الفلسطينية ويحق لهم حمل أسلحة والتجول فيها.[22]
- دخلوا أفراد منظمة التحرير المطار بجوازات سفر سورية ولبنانية وسودانية مزورة بأسماءٍ مستعارة ولم يلاحظ أمن المطار بأنها مزورة.[22]
- بعد مقتل وصفي بعثت الحكومة الأردنية مساعد مدير المخابرات للاطلاع على التحقيقات لمدة 8 أيام، لكن لم يسمحوا له بالاطلاع على أي شيء.[22]
- بعد مقتل وصفي جاء الإسعاف لينقل وصفي بعد مرور ما يقارب 40-45 دقيقة. وجاء الأمن المصري والشرطة بعد مرور 15 دقيقة، مع العلم أن مركز الشرطة كان قريب من موقع الحادثة.[ملاحظة 1][22]

### حادثة الاغتيال

وصفي التل في اجتماع جامعة الدول العربية يوم اغتياله، وإلى جانبه عبد الله صلاح.

في 28 نوفمبر/تشرين الثاني 1971م كان هناك اجتماع في القاهرة مع وزراء وزعماء عرب وكان وصفي التل من المدعوين لحضور الاِجْتِمَاع. قام مدير دائرة المخابرات العامة في الأردن وقتها نذير رشيد بتحذير وصفي التل، وقال له:«بأن النظام الناصري يعد لاغتياله»، فقال له:«ما حدا بموت ناقص عمر والأعمار بيد الله».

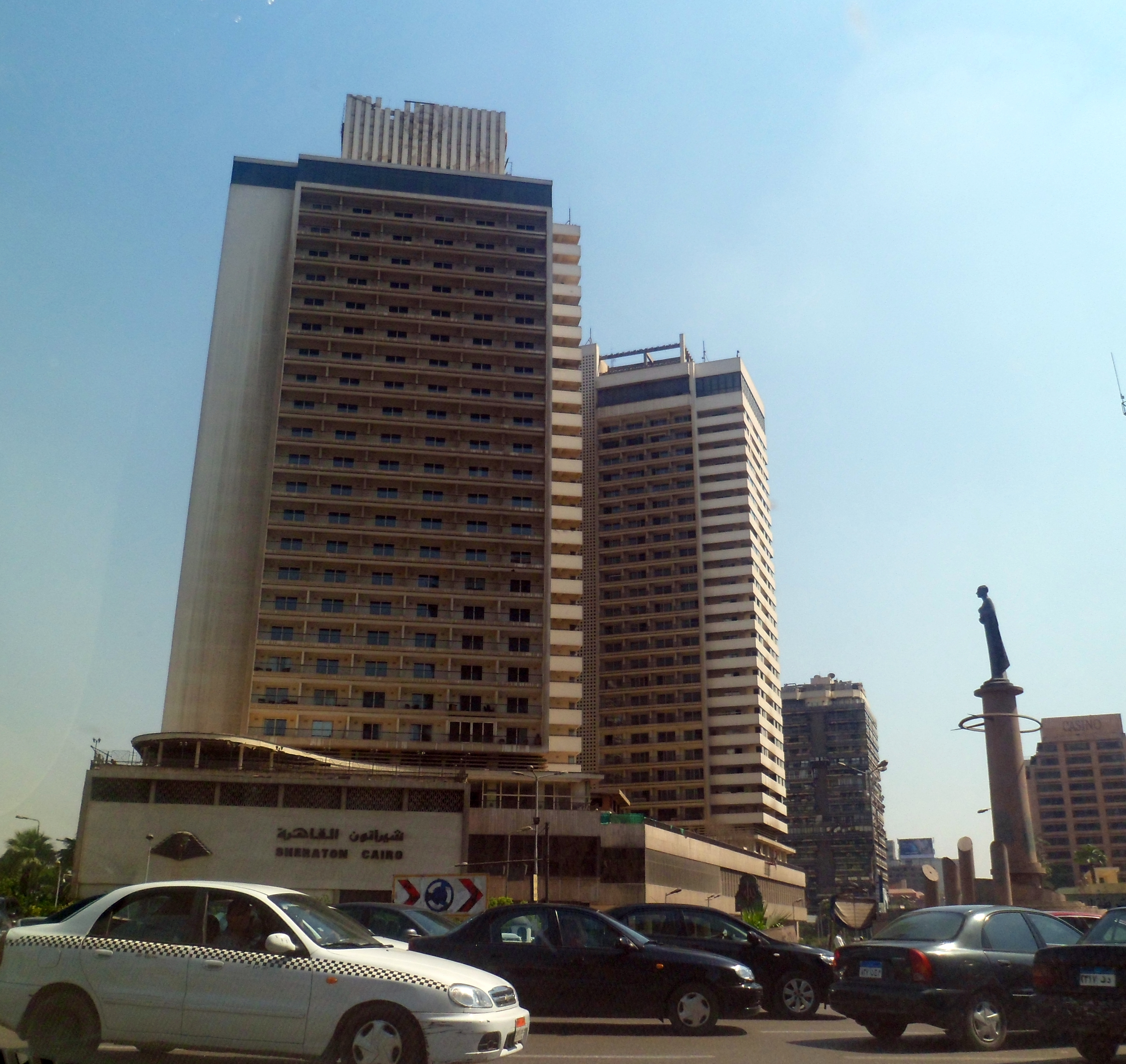
ردهة فندق الشيراتون القاهرة (مكان اغتيال وصفي التل).

ذَهَبَ وصفي إلى مصر مع وزير الخارجية عبد الله صلاح والسفير الأردني في مصر علي الحياري. وعند وصولهم إلى مطار القاهرة لم يكن فيه عدد كبير من الحراس (كما يحصل في البروتوكولات الأمنية) بل لم يكن هناك سوى مُرافِق عسكري واحد. كانوا متوجهين إلى فندق الشيراتون وعند نزولهم من السيارة لم يخطوا سوى عدة خطوات قبل أن يصلوا إلى باب الفندق، ومن ثم بدأ إطلاق النار عليهم، وإذ بوصفي مُلقى على الأرض قتيلاً، حيث تم إطلاق 14 رصاصة 3 منهم أصابوا وصفي التل.  قال القاتل لوصفي التل وهو يَنظُر إليه بعد إطلاق النار: «أبو علي إياد ما مات والفلسطينيين مش نسوان». فتقدم منه عزت رباح وأفرغ رصاصات مسدسه في جسده وقام زياد الحلو بإطلاق النار عليه من خارج الفندق وسط ذهول حُرّاسُه والوزراء العرب الذين سارعوا بالاختباء، كانت أول رصاصة أصابت يده اليسرى والرصاصة الثانية اخترقت ذراعه الأيسر ودخلت إلى قلبه وحصل نزيف داخلي، وتم جرح الوزير عبد الله صلاح وتمزق بنطاله. جاء طبيب الفندق وقال أن وصفي قد فارق الحياة. كانت قد مرت 12 دقيقة وهو ينازع قبل الموت. كانت سعدية الجابري (زوجة وصفي التل) في الطابق الرابع في الفندق، حيثُ تَلقَت نَبَأَ إصابة زوجها عند باب الفندق. فانفجرت باكيةً بعصبيةٍ وحُرقَة، وهو ما استدعى إلى نقلها بالقسم الطبي للفندق، وبعدها نقلت جثة وصفي التل بالمستشفى العسكري في القاهرة. جاء الإسعاف لينقل وصفي بعد مرور ما يقارب 40 دقيقة، وجاء الأمن المصري والشرطة بعد مرور 15 دقيقة رغم أن مركز شرطة الدقي بالقاهرة كان قريب من مكان الحادثة. هذا الأمر الذي أزعج العديد من الأردنيين، واتهموا السلطات المصرية بالتواطؤ والوقوف مع القتلة. اعتقل الأمن المصري المنفذين وشرع في التحقيقات معهم، وأعلنت منظمة أيلول الأسود عن مسؤوليتها عن العملية، حيث توجهت أنظار الأمن المصري إلى أبو يوسف النجار وهو الأمر الذي نفاه التحقيق وأعلنت صحف القاهرة وعلى رأس الصفحة الأولى أن (المتهم الأول والعقل المدبر للعملية وقائد المجموعة هو المتهم الفار فخري العمري).
ومنذ ذلك اليوم بقي فخري العمري مطلوباً للنظام القضائي الأردني حتى وفاته عام 1991م، بينما قامت السلطات المصرية بالإفراج عن المنفذين للعملية دون عقاب ولا محاكمة، فيما يمكن اعتباره دليلاً على تورط النظام الناصري والأهم من ذلك أن هناك من يؤكد أن السلطات المصرية سمحت للمنفذين بإدخال أسلحتهم بعد نزولهم من الطائرة آنذاك في هذا العمل وتجدر الإشارة هنا إلى أن المدعو محمد داود عودة (أبو داود) والذي أرّخ لبعض عمليات أيلول الأسود في كتابه من القدس إلى ميونخ لم يأت على ذكر هذه العملية ومسؤولية أيلول عنها، وأقر دائماً بأنه لا يعرف منفذيها.

جنازة وصفي التل ويظهر في الصورة الملك الحسين بن طلال تاريخ 29 تشرين الثاني / نوفمبر 1971.

### رواية أخرى للحادثة
كتب راكان المجالي في صحيفة الرأي رواية أخرى، نقلها من شخص يدعى سامي قموه، حيث حضر مندوباً عن السفارة الأردنية في القاهرة حينها، فقال أن عملية اغتياله لم تكن من هؤلاء الشباب، بل كانت من قناص ماهر أطلق عليه الرصاص من الأعلى، وحينها دخلت رصاصة من أعلى الكتف إلى القلب.
رواية راكان المجالي كلامٌ مطابق لما كتبه إبراهيم سلامة، نقلاً عن «قرار الحكم النهائي في قضيّة اغتيال وصفي التل» الذي صدر في القاهرة، بتاريخ 7 يناير/كانون الثاني 1976م، ونشرته حينها صحيفتي الأهرام وروز اليوسف والمكوّن من 40 صفحة، وقد جاء فيه حرفيّاً:«إنّ الرصاصات، التي أصابت المغدور وصفي التل، لا تُستخدَم إلّا من قِبَل الشرطة المصرية». بمعنى أنّها لم تكن من سلاح مجموعة المجرمين التي كُلّفت باغتياله.
عندما قُتِل وصفي التل وُجد في جيبه الأيمن مسدس من نوع «سمث اند وسن» مفرغ من الرصاص والجيوب الأخرى كانت بها 60 جنيهاً مصرياً وورقة مكتوب عليها أن هذا المبلغ مياومات وصفي التل وغليون وعلبة تبغ. ووُجد أيضاً ورقة بيضاء طويلة فيها أسماء لأشخاص وكان مكتوب اسم أبو علي، أبو حسن ورجل من عائلة زهران تبين أنه كان يدير المزرعة ومع كل اسم مبلغ مالي وأكبر مبلغ كان في القائمة هو 11 ديناراً وقد تبين أيضاً أنها قائمة دين وأن وصفي كان مديوناً لبعض المزارعين الذين أحضروا سماداً لمزرعته في المفرق أما الألقاب مثل: أبو علي وأبو حسن فهي لأشخاص فقراء وكان وصفي يرسل لهم إعانة من راتبه الشهري.

## الدفن
نقلت جثمان وصفي التل من المستشفى العسكري بالقاهرة، بعد أن تم تشريح الجثة إلى المطار ومنها نقلت بطائرة عسكرية خاصة إلى عمّان ليلاً في نفس اليوم 28 نوفمبر 1971. كان في استقبال الجثة الملك الحسين بن طلال الذي نعاه وعزا الأردنيين فيه بحرقة وألم. ويذكر انه في الجنازة كان عدد كبير من رجال الأردن قد بكوا ومنهم الملك الحسين بن طلال. دُفِن في المقبرة الملكية بعد صلاة المسجد الملكي في عمّان في 29 نوفمبر.

## بعد الاغتيال

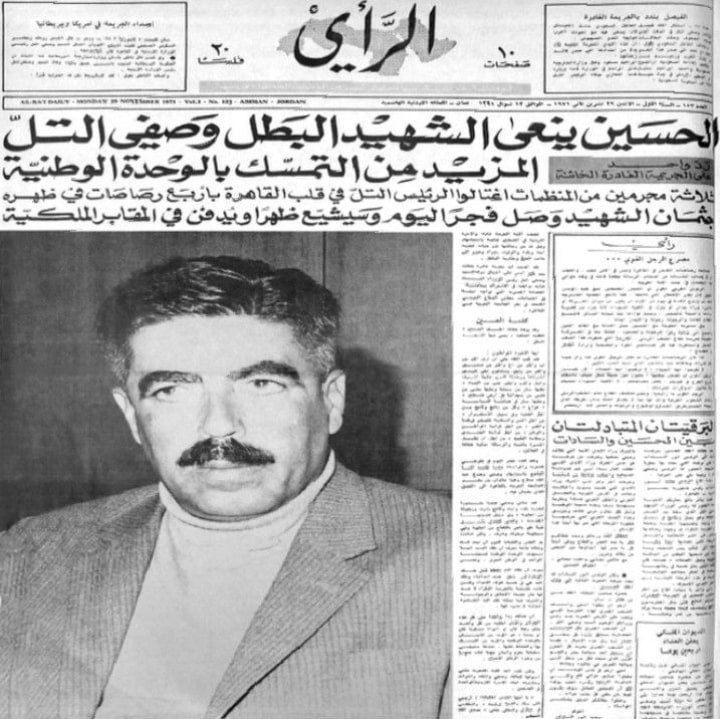
الملك الحسين ينعى وصفي التل في صحيفة الرأي تاريخ 29 نوفمبر 1971.

بعد وفاة وصفي التل أعلن الديوان الملكي الأردني الحداد لأربعين يوماً، وتم تعليق دوام المدارس لثلاثة أيام، وامتنع بعض الأساتذة الجامعيين إعطاء المحاضرات وقام بعض طلاب الجامعات ومنهم طلاب من الجامعة الأردنية بأعمال شغب ومنع الأساتذة الجامعيين من إعطاء المحاضرات.
في كل عام يقوم طلاب الجامعات الأردنية بإحياء ذكرى اغتياله ويقومون بالهتاف له، حيث تم إنشاء تيار «الوصفيون الجدد» و«أبناء الحراثين» في الجامعات، وتقوم قائمة «النشامى» في كلاً من الجامعة الأردنية واليرموك والعلوم والتكنولوجيا في كل عام بإحياء ذكرى اغتياله في عدة كليات. تم إنشاء غابة ومدرج في كلية العلوم، الجامعة الأردنية وعدة شوارع وميادين تكريماً له.

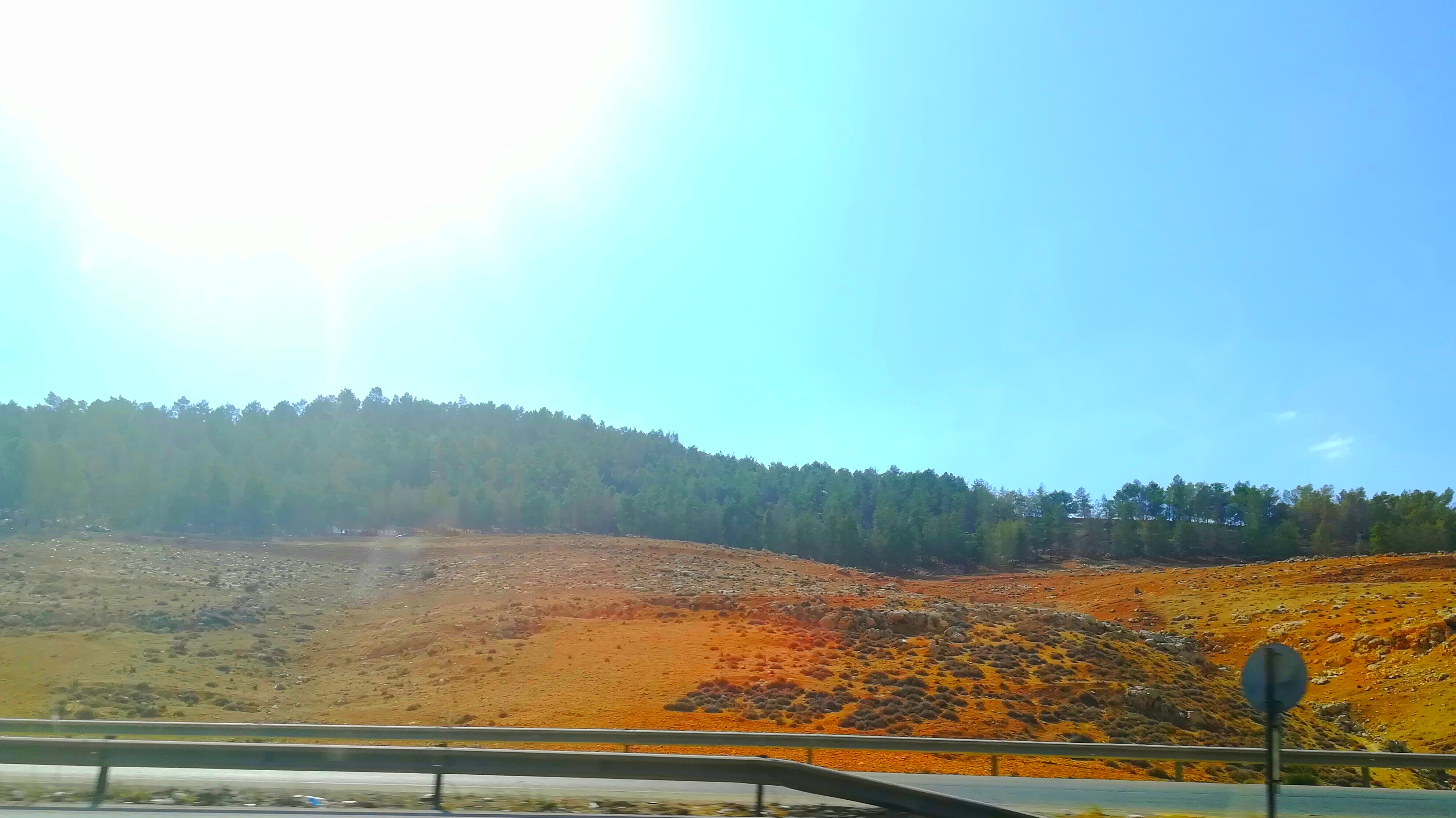
غابة الشهيد وصفي التل على طريق إربد-جرش (طريق 35)، تم إنشاؤها عام 1972 من مديرية الحراج، وزارة الزراعة.

### قصائد عنه
كتب له العديد من الشعراء الأردنيين رِثاءً له وغنى له عدة مطربين منهم عبده موسى وعمر العبداللات، وأشهرهم قصيدة اقبل علينا الضحى والتي غناها عبده موسى عام 1971م.
ونظم الشاعر أحمد العبداللات قصيدة في رثاء وصفي وكتبها على طريقة الشعر النبطي:

## المحكمة

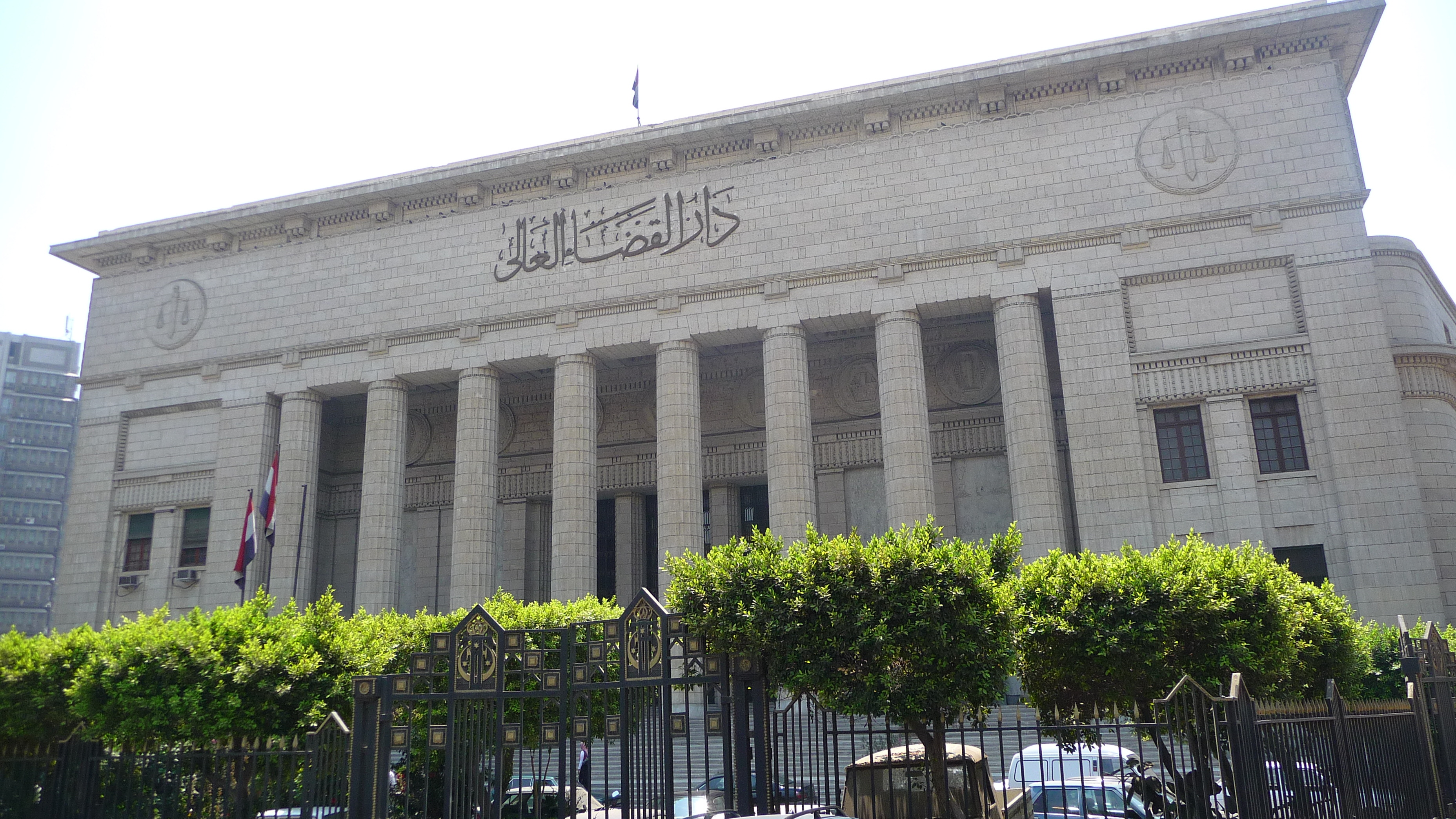
دار القضاء العالي الذي تمت فيه إجراء محاكمة المتهمين باغتيال وصفي التل

بعد العملية بأيام قليلة، ظهر المتهمون في محكمة دار القضاء العالي بابتسامة قوية كأن شيئاً لم يحدث، وظهروا ببدلات راقية وبربطات عنق ملونة وكانوا يرفعون أيديهم بإشارة النصر. بينما امتلأت القاعة بالمحامين من الجزائر، ومصر، وليبيا، وسوريا وفلسطين ليس للدفاع عن المتهمين بل لمحاكمة النظام الأردني الذي وصفوه بأسوأ الصفات.
قال المحامي الفلسطيني أحمد الشقيري:«لنحاكم الأردن من هذه المحكمة». وقال:«هؤلاء الأربعة هم عشماوي، وأنتم في مصر تقولون عن قاتل القاتل بالعشماوي. فهؤلاء الأربعة هم عشماوي الأمة العربية». الأمر الذي أدى إلى تغيير مسار التحقيق، فطلبت محكمة دار القضاء العالي بضم أوراق ملف أيلول الأسود. وبهذا أخذت القضية منحى سياسيًّا آخر. ففي نظر القضية هم انتقموا من وصفي التل من باب المذابح التي حصلت في أيلول الأسود. ومن هنا تحولت قضية وصفي التل من قضية جنائية إلى قضية سياسية.
كانت معظم الدول العربية ضد الأردن في هذه القضية. إذ كان الرئيس الليبي معمر القذافي يكره وصفي التل كرهاً شديداً وكان أنور السادات وحافظ الأسد مدافعين عن هؤلاء القتلة. وبتصريح من جيهان السادات لوفد جاء إلى مصر، قالت أن هؤلاء الشباب لم يقوموا سوى بما كان يريد أنور السادات القيام به، وهذا دليل على الكره الشديد لوصفي التل من الزعماء العرب. كانت ليبيا تريد إطلاق سراح هؤلاء الأربعة وهددت بالانسحاب من جامعة الدول العربية.

### جلسة النطق بالحكم
عند جلسة النطق بالحكم (عند دخول القضاة) هتف قتلة وصفي التل: (عاشت فلسطين حرة عربية، عاشت فلسطين حرة عربية). وعندها تحولت المحاكمة إلى مهرجان سياسي. جلس القاضي وقال: بعد الإطلاع على الأوراق وسماع المرافعات والمداولة قانوناً وبعد الإطلاع على المادتين 145 و146 من قانون الإجراءات القانونية قررت المحكمة إخلاء سبيل المتهمين.

## وصلات خارجية
- الجريمة السياسية - اغتيال وصفي التل - الجزء الأول
- الجريمة السياسية - اغتيال وصفي التل - الجزء الثاني
- #493 - وصفي التل... الحكاية من اولها - أسامة فوزي، عرب تايمز
- وزير الخارجية عبد الله صلاح يتحدث عن مقتل وصفي التل
- محمد الجمل: الشهيد وصفي التل لماذا اغتيل؟ومن اغتاله؟
- صلاح خلف، فلسطيني بلا هوية أرشيف، منظمة التحرير الفلسطينية.
- برنامج زيارة خاصة، قناة الجزيرة، نذير رشيد.. ذكريات تاريخية، سر اغتيال وصفي التل.
- الأردن: معركة عمان